# Andrea da Firenze (venerabile)
Andrea da Firenze (... – 1456) è stato un religioso italiano.
Venerabile della Chiesa cattolica, visse da eremita agostiniano dal 1430; fu inoltre consigliere dei vescovi toscani.